# Fritz Hampel
Fritz Oskar Hampel, Pseudonym Slang, (* 24. April 1895 in Crimmitschau; † 10. August 1932 in Koserow) war ein satirischer deutscher Schriftsteller, Journalist und Karikaturist.

## Leben
Hampel war Sohn eines im Königreich Sachsen eingebürgerten, österreichischen Buchdruckers. 1908–1914 besuchte er ein Lehrerseminar in Waldenburg (Sachsen). Zunächst nicht kriegsverwendungsfähig arbeitete er als Hilfslehrer in der Umgebung Leipzigs, wurde 1916 doch einberufen und nach einer Operation Anfang 1918 für garnisonsverwendungsfähig erklärt.
Nach dem Krieg legte er das zweite Staatsexamen ab und wurde Lehrer einer Volksschule in Neuschönefeld. 1919 begann er Artikel für die Leipziger Satirezeitung Der Drache zu schreiben, dessen Inhaber Hans Reimann sein erstes Vorbild und anfänglicher Mentor im Journalismus war. Hampel referierte bei den Freidenkern, war Mitglied im Monistenbund, der SPD und der USPD, bevor er 1922 KPD-Mitglied wurde. 1921 lernte er Erich Weinert, der auch für den Drachen schrieb, in Leipzig kennen.
1923 war er – bis zu dessen Auflösung – Mitglied der Proletarischen Hundertschaften. 1924 ging Hampel nach Berlin und schrieb und karikierte für die Rote Fahne, wodurch er einige Popularität erlangte. In dieser Zeit nahm er, in Anlehnung an Paul Schlesinger, der sich „Sling“ nannte, das Pseudonym „Slang“ an. In den nächsten drei Jahren schrieb Hampel neben zahlreichen Artikel bzw. Karikaturen im Parteiauftrag Propagandastücke wie Die lebendige Zeitung und Panzerkreuzer Potemkin, eine Filmwerbung für Eisenstein.
1927 wurde er von der Redaktion der Roten Fahne zum gelegentlichen Schriftleiter bestimmt und war somit einer der Sitzredakteure in der Weimarer Republik, die es ermöglichten, das weiter publiziert wurde, auch wenn der „Verantwortliche“ inhaftiert war. Diese Funktion hatte er bereits beim Drachen. 1928 war er Mitbegründer des Bundes proletarisch-revolutionärer Schriftsteller und Mitarbeiter der Zeitschrift Die Linkskurve.
1929 wurde er wegen „übler Nachrede“, „versuchten Landesverrats“ und „literarischem Hochverrat“ in mehreren Verfahren zu 2½ Jahren Gefängnis bzw. Festungshaft verurteilt, die er in Moabit, Gollnow, Leipzig und Auerbach/Vogtl. absaß. Als Festungshäftling konnte er unzensiert noch zwei Agitationsbroschüren für die Partei schreiben. 1932 aus der Haft entlassen, nahm er an der Wahlkampagne der KPD zur Reichstagswahl Juli 1932 teil.

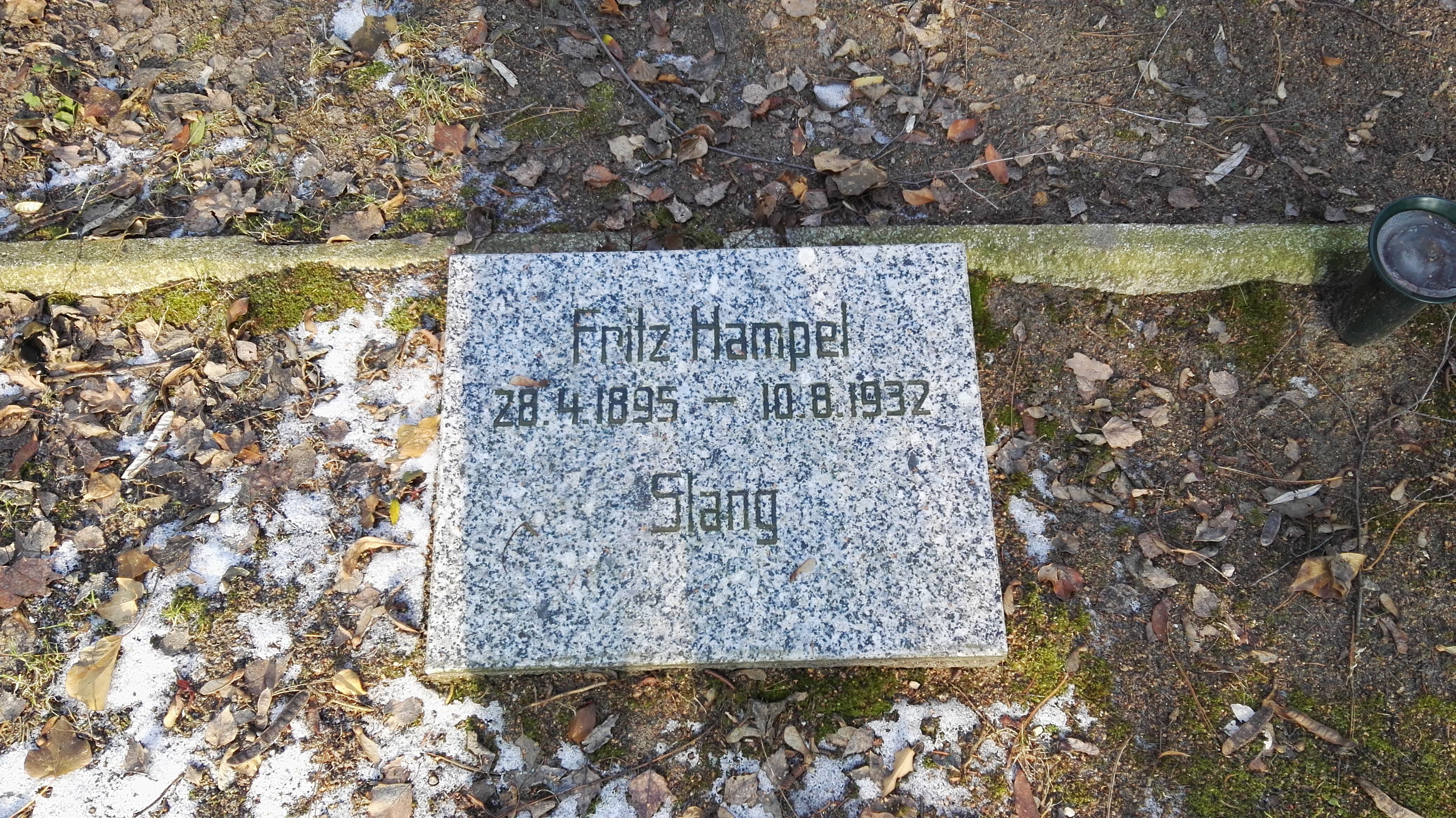
Grabstätte

Hampel starb beim Baden an Herzversagen. Er wurde auf dem Zentralfriedhofs Friedrichsfelde unter Teilnahme von 1000 KPD-Genossen und Reden von Albert Norden und Erich Weinert beerdigt. Ein Stein in der Gräberanlage für Opfer des Faschismus und Verfolgte des Naziregimes erinnert dort an ihn.

## Werk
Hampel war, wie Tucholsky, ein „Meister der kleinen Form“, in der er mittels Satire, Wortwitz, treffender Vergleiche und Anspielungen virtuos seine Ansichten und Gedanken zum Ausdruck bringen konnte. Als Bewunderer der Sowjetunion, wie es in seinen Gefängnisbriefen zum Ausdruck kommt, war er zu einem frühen Zeitpunkt Warner vor der aufkommenden Gefahr durch den Nationalsozialismus. Um auf Fehler einzelner, oft hochgestellter Personen, aber auch der gesamten Gesellschaftsordnung aufmerksam zu machen, bediente sich Hampel aller Gattungen der kleinen Form, z. B. des Gedichts, kurzer Szenen, ausgedachter Briefe, Interviews oder Erlebnisberichte, sogar der Kriminalgeschichte oder des Filmexposés. Viele seiner für Zeitungen entstandenen Glossen erschienen gesammelt in Buchform.
Auch Karikaturen und satirische Bildgedichte gehören zu seinem Werk.
Das bekannteste nicht-satirische Prosawerk Hampels ist Panzerkreuzer Potemkin. Der Matrosenaufstand von Odessa 1905, das 1926 in Zusammenhang mit der Aufführung von Sergej Eisensteins Film Panzerkreuzer Potemkin entstand. Hierbei handelt es sich um eine Komposition aus Dokumentation und Erzählepisoden.
chronologisch
- Satirezeitschrift Der Drache, Leipzig, Chemnitz. 1919–1925, Artikel
- Unser Weg, Laienspiel. Ido-Verlag Leipzig 1923
- Rote Fahne, Artikel, Karikaturen. 1924
- Die lebende Zeitung. Propagandastück für Aufführungen. Vereinigung Internationaler Verlags Anstalten, Berlin 1925
- Panzerkreuzer Potemkin. Der Matrosenaufstand vor Odessa 1905 nach authentischen Dokumenten.Malik-Verlag, Berlin 1926.
- Kabarettszenen für Erich Weinerts Rote Raketen. 1927
- Alle neune! Neun S.P.D.-Köpfe zum Umkegeln. Gedichte 1927
- So seh'n se aus ! Eine Wahlrevue in 7 Bildern
- Es lebe die Pressefreiheit. Rationalisiert. Die öffentliche Meinung [ein Einakter von Klaus Neukrantz] / Fritz Hampel. Vereinigung Internationaler Verlags Anstalten, Berlin 1927.
- Heiraten oder Steuern zahlen? Internationaler Arbeiterverlag, Wien, Berlin, Zürich 1930.
- Was bringt Dir das Hakenkreuz? Agitationsbroschüre KPD. 1929
- Glossen vom Tage. Internationaler Arbeiterverlag, Wien, Berlin, Zürich 1932.

## Hörspiel über Fritz Hampel
- 1983: Wolfgang U. Schütte: Slang – Lehrer, Journalist, Strafgefangener. Dokumentarhörspiel zum Leben des Schriftstellers Fritz Hampel – Regie: Norbert Speer (Original-Hörspiel, Kinderhörspiel – Rundfunk der DDR)[1]